# Nadine Gordimer
Nadine Gordimer (Springs, Gauteng, 20 de noviembre de 1923-Johannesburgo, 13 de julio de 2014) fue una escritora sudafricana ganadora del Premio Nobel de literatura en 1991. En sus libros trata los conflictos interétnicos y el apartheid.

## Vida
Nació el 20 de noviembre de 1923 en Springs, provincia de Gauteng, una población minera cerca de Johannesburgo. Atea, sus padres eran inmigrantes judíos de clase media. Su padre era un relojero de Lituania, proveniente de un lugar cercano a la frontera letona y su madre procedía de Londres. Empezó a escribir relatos a la temprana edad de nueve años y ya con quince publicó el primero de ellos en la revista Forum. Con veinticinco años se trasladó a Johannesburgo, donde fijó su residencia definitiva. Nunca destacó como estudiante y aunque ingresó en la prestigiosa Universidad de Witwatersrand, no llegó a finalizar sus estudios.
Se decantó en un principio por las historias cortas, publicando en 1949 su primer libro titulado Face to Face; ese mismo año contrajo matrimonio por primera vez. En 1953 escribió The Soft Voice of the Serpent, siguiendo en el estilo de historia corta. Ya en estos escritos empezó a abordar el tema social de Sudáfrica, con la enajenación de los comportamientos humanos y la segregación racial como telón de fondo.
Hasta 1953 no vendría su primera novela, The Lying Days, en la que ya quedaría plasmada su característica técnica narrativa marcada por una línea sobria, sin sentimentalismos, aunque con una gran preocupación por la degeneración humana que la rodeaba. En 1954 se casó en segundas nupcias con Reinhold Cassirer, con quien tuvo un hijo. En  los años posteriores continuó escribiendo tanto novelas como relatos cortos: Six Feet of the Country (1956), A World of Strangers (1958), Friday’s Footprint (1960), Occasion for Loving (1963), Not for Publication (1965), The Late Burgeois World (1966) A Guest of Honour (1970), Livingstone’s Companions (1971), El conservador (1974), Selected Stories (1975) y Burger’s Daughter (1979). Durante estos años compaginó su actividad literaria con conferencias en universidades de Europa y América.
En los años ochenta publicaría algunas de sus obras más importantes: A Soldier’s Embrace (1980), July’s People (1981), Something Out There (1984), A Sport of Nature (1987), My Son’s Story (1990).
En 1991, año en el que  se le concedió el Premio Nobel de Literatura, publicó Jump and Other Stories, continuando con su característica perfección formal, sin utilizar elementos superfluos.
En 1994 publicó No one to Accompany Me, aunque había comenzado a escribirla años antes y The House Gun en 1998. Ya en este siglo, The Pickup (2001), Get a Life (2005) y su última obra, No Time Like the Present (2012), que muestra la actualidad de Sudáfrica a través de la vida de una pareja de antiguos militantes antiapartheid.
Recibió gran cantidad de premios y distinciones, como quince doctorados honoris causa (por las universidades de Yale, Harvard, Columbia, Cambridge, Leuven en Bélgica, Ciudad del Cabo y Witwatersrand entre otras).
En 2005, fue invitada a la Feria Internacional del Libro en Guadalajara, México, sentada entre Gabriel García Márquez y Carlos Fuentes.

### Una voz fuerte
La Fundación Nelson Mandela rindió homenaje a Gordimer, por su "profunda tristeza por la pérdida de la gran dama de la literatura de Sudáfrica". "Hemos perdido una gran escritora, una patriota y una voz fuerte por la igualdad y la democracia en el mundo", agregó.
En sus últimos años, Gordimer hizo activismo en la lucha contra el VIH y el Sida, recaudando fondos para Treatment Action Campaign, un grupo que busca ayudar a los enfermos sudafricanos a obtener medicinas gratuitas para salvar sus vidas.

## Temas de su obra
Gordimer alcanzó un reconocimiento internacional duradero por sus obras, la mayoría de las cuales abordan cuestiones políticas, así como las "tensiones morales y psicológicas de su país natal, dividido racialmente". Prácticamente todas las obras de Gordimer tratan temas de amor y política, en particular sobre la raza en Sudáfrica. Siempre cuestionando las relaciones de poder y la verdad, Gordimer cuenta historias de gente corriente, revelando ambigüedades morales y elecciones. Su caracterización es matizada y se revela más a través de las decisiones que toman sus personajes que a través de sus identidades y creencias.

## Vida personal
En 2006, Gordimer fue atacada en su casa por unos ladrones, lo que desató la indignación en el país. Al parecer, Gordimer se negó a mudarse a un complejo cerrado, en contra del consejo de algunos amigos.
En una entrevista de 1979-80, Gordimer se identificó como atea, pero añadió: «Creo que tengo un temperamento básicamente religioso, quizá incluso profundamente religioso».
Gordimer tuvo una hija, Oriane (nacida en 1950), de su primer matrimonio en 1949 con Gerald Gavron, un dentista local, del que se divorció a los tres años. En 1954 se casó con Reinhold Cassirer, un marchante de arte muy respetado que fundó la filial de la sudafricana Sotheby's y más tarde dirigió su propia galería; su «maravilloso matrimonio» duró hasta la muerte de él por enfisema en 2001. Su hijo, Hugo, nació en 1955 y es cineasta en Nueva York, con quien Gordimer colaboró en al menos dos documentales.
Falleció el 13 de julio de 2014 a los 90 años, en su residencia de Johannesburgo.

### Biografía no autorizada
Ronald Suresh Roberts publicó una biografía de Gordimer, No Cold Kitchen, en 2006. Gordimer había concedido a Roberts entrevistas y acceso a sus documentos personales, en el entendimiento de que autorizaría la biografía a cambio del derecho a revisar el manuscrito antes de su publicación. Sin embargo, Gordimer y Roberts no llegaron a un acuerdo sobre su relato de la enfermedad y muerte del marido de Gordimer, Reinhold Cassirer, y una aventura que Gordimer tuvo en la década de 1950, así como sobre las críticas a sus opiniones sobre el conflicto palestino-israelí. Roberts lo publicó de forma independiente, no como "autorizada", y Gordimer renegó del libro, acusando a Roberts de abuso de confianza.
Además de esos desacuerdos, Roberts critica la defensa que Gordimer hizo tras el apartheid en favor de los sudafricanos negros, en particular su oposición a la gestión gubernamental de la crisis del sida, por considerarla un liberalismo blanco paternalista e hipócrita. La biografía también afirmaba que el ensayo de Gordimer publicado en 1954 en el New Yorker, «A South African Childhood», no era totalmente biográfico y contenía algunos hechos inventados.

## Obras
- Face to Face. Short stories (en inglés). Johannesburgo: Silver Leaf Books. 1949. OCLC 559384817.
- The soft voice of the serpent and other stories (en inglés). Harmondsworth: Penguin Books (1962). 1950. OCLC 45053558.
- Six Feet of the Country (en inglés). Harmondsworth: Penguin Books. 1986 [1956]. ISBN 9780140065596. OCLC 13745651. Colección de relatos. El primero de ellos, que da título al libro, apareció en The New Yorker en 1953.[12]
- Mundo de extraños [A World of Strangers]. Barcelona: Seix Barral. 1964 [1958]. OCLC 2752321.
- Friday's Footprint (en inglés). Londres: Victor Gollancz. 1960. OCLC 753024327.
- Not for Publication (en inglés). Londres: Victor Gollancz. 1965. OCLC 5154280.
- Ocasión de amar (Jordi Fibla, trad.) [Occasion for Loving]. Barcelona: Versal. 1986 [1966]. ISBN 9788486311377. OCLC 434240160.
- El último mundo burgués (Jordi Fibla, trad.) [The Late Burgeois World]. Barcelona: Versal. 1987 [1966]. ISBN 9788486311742. OCLC 434253139.
- Un invitado de honor (Esteban Riambau, trad.) [A Guest of Honour]. Barcelona: Tusquets. 1988 [1970]. ISBN 9788472232624. OCLC 435180857.
- Livingstone's companions (en inglés). Nueva York: The Viking Press. 1971. ISBN 9780670435708. OCLC 463605300.
- El conservador (Manual Sáenz de Heredia, trad.) [The conservationist]. Barcelona: Tusquets Editores. 2003 [1974]. ISBN 9788495971951. OCLC 55038608.
- Selected Stories (en inglés). Nueva York: The Viking Press. 1976. ISBN 9780670631971. OCLC 969920435.
- La hija de Burger (Iris Menéndez, trad.) [Burger’s Daughter]. Barcelona: Planeta. 1997 [1979]. ISBN 9788408462057. OCLC 55880331.
- El abrazo de un soldado (Jésus Pardo, trad.) [Soldier’s Embrace]. Madrid: Espasa Calpe. 1993 [1980]. ISBN 9788423979011. OCLC 55990186.
- La gente de July (Barbara McShane y Javier Alfaya, trads.) [July’s People]. Barcelona: Ediciones Grijalbo. 1983 [1981]. ISBN 9788425314728. OCLC 10128536.
- Hay algo ahí fuera (Alicia Bleiberg, trad.) [Something Out There]. Madrid: Alianza Editorial. 1987 [1984]. ISBN 9788420631936. OCLC 28175799.
- Un capricho de la naturaleza (María José Rodellar, trad.) [A Sport of Nature]. Barcelona: Versal. 1988 [1987]. ISBN 9788486717100. OCLC 433496331.
- Jump and other stories (en inglés). Nueva York: Farrar Straus Giroux. 1991. ISBN 9780374180553. OCLC 23254072. Reúne 16 relatos cortos, entre ellos "Jump" y "Once Upon a Time".[13]
- La historia de mi hijo (Hernando Valencia Goelkel, trad.) [My Son’s Story]. Barcelona: Grupo Editorial Norma. 1991 [1990]. ISBN 9789580413486. OCLC 25565933.
- Nadie que me acompañe (José Manuel Álvarez Flórez, trad.) [None to accompany me]. Barcelona: Ediciones B. 1997 [1994]. ISBN 9788440673619. OCLC 431866458.
- El arma de la casa (Carlos José Restrepo, trad.) [The House Gun]. Santa Fe de Bogotá: Editorial Norma. 1998 [1997]. ISBN 9789580457831. OCLC 777780506.
- The Pickup (en inglés). Londres: Bloomsbury. 2001. ISBN 9780747557951. OCLC 806370104.
- Atrapa la vida (María Antonia Menini, trad.) [Get a Life]. Barcelona: Bruguera. 2006 [2005]. ISBN 9788402420084. OCLC 69673263.
- Loot and other stories (en inglés). Londres: Bloomsbury. 2003. ISBN 9780747564973. OCLC 936502917.
- Beethoven was one-sixteenth black and other stories (en inglés). Londres: Bloomsbury. 2007. ISBN 9780747592334. OCLC 1028364680.
- Mejor hoy que mañana (Miguel Temprano García, trad.) [No Time Like the Present]. Barcelona: Acantilado. 2013 [2012]. ISBN 9788415689782. OCLC 889919557.

| Predecesor: Octavio Paz | Premio Nobel de Literatura 1991 | Sucesor: Derek Walcott |